# Badessania metatarsalis
Badessania metatarsalis – gatunek kosarza z podrzędu Laniatores i rodziny Samoidae. Jedyny znany przedstawiciel monotypowego rodzaju Badessania.